# Giuseppe Cederna
Giuseppe Cederna ( Roma, 25 de junio de 1957 ) es un actor y autor italiano.

## Biografía
Nacido en Roma, hijo del periodista y político Antonio Cederna y sobrino de la escritora Camilla Cederna, desde su juventud se sintió atraído por la profesión de mimo y payaso. Tras varias experiencias teatrales en 1977 fundó la compañía Anfeclown.  Invitado por el Teatro dell'Elfo para varias actuaciones, conoció allí al director Gabriele Salvatores con quien trabajó en los escenarios y más tarde en películas, entre ellas la ganadora del Óscar a la mejor película internacional Mediterráneo.  
Después de un papel menor en la película dramática de Marco Bellocchio de 1972 Sbatti il mostro in prima pagina, en la década de 1980 Cederna comenzó una carrera como actor de personajes cinematográficos, tanto en papeles brillantes como dramáticos. 
Cederna es un apasionado del montañismo y también es escritor. 

## Filmografía

#### Cine
- Cercasi Gesù, de Luigi Comencini (1982)
- Sogno di una notte d'estate, de Gabriele Salvatores (1983)
- Occhei, occhei, de Claudia Florio (1983)
- Sotto.. sotto.. strapazzato da anomala passione, de Lina Wertmüller (1984)
- Enrico IV, de Marco Bellocchio (1984)
- Live, de Bruno Bigoni y Kiko Stella (1984)
- Giulia in ottobre, de Silvio Soldini (1984) - mediometraggio
- Il lungo inverno, de Ivo Barnabò Micheli (1985)
- Le due vite di Mattia Pascal, de Mario Monicelli (1985)
- Mamma Ebe, de Carlo Lizzani (1985)
- Fracchia contro Dracula, de Neri Parenti (1985)
- La sposa americana, de Giovanni Soldati (1986)
- La famiglia, de Ettore Scola (1987)
- Sotto il ristorante cinese, de Bruno Bozzetto (1987)
- Kidnapping - Pericolo in agguato, de Elie Chouraqui (1987)
- Provvisorio quasi d'amore, de Francesca Marciano (1988) - episodio Sirena
- In una notte di chiaro di luna, de Lina Wertmüller (1989)
- Marrakech Express, de Gabriele Salvatores (1989)
- Italia-Germania 4-3, de Andrea Barzini (1990)
- Il viaggio di Capitan Fracassa, de Ettore Scola (1990)
- Mediterraneo, de Gabriele Salvatores (1991)
- Gangsters, de Massimo Guglielmi (1992)
- Per non dimenticare, de Massimo Martelli (1992) - cortometraje
- Un'anima divisa in due, de Silvio Soldini (1993)
- Anime fiammeggianti, de Davide Ferrario (1994)
- Bidoni, de Felice Farina (1995)
- Porzûs, de Renzo Martinelli (1997)
- Tú ríes, de Paolo y Vittorio Taviani (1998)
- Besame mucho, de Maurizio Ponzi (1999)
- Il partigiano Johnny, de Guido Chiesa (2000)
- El Alamein - La linea del fuoco, de Enzo Monteleone (2002)
- Promised Land, de Michael Beltrami (2004)
- Cielo e terra, de Luca Mazzieri (2005)
- Il primo giorno d'inverno, de Mirko Locatelli (2008)
- Aspettando il sole, de Ago Panini (2008)
- Diverso da chi?, de Umberto Carteni (2009)
- Nine, de Rob Marshall (2009)
- Maschi contro femmine, de Fausto Brizzi (2010)
- Femmine contro maschi, de Fausto Brizzi (2011)
- Il comandante e la cicogna, de Silvio Soldini (2012)
- Meno 100 KG, de Emanuele Caruso (2013) - documental
- Il mio nome è Nicolò, de Giovanni Battista Origo (2013) - cortometraje, voz de Nicolò
- Il colore nascosto delle cose, de Silvio Soldini (2017)
- Exitus - Il passaggio, de Alessandro Bencivenga (2019)
- Hammamet, de Gianni Amelio (2020)
- 3/19, de Silvio Soldini (2021)
- Pantafa, de Emauele Scaringi (2022)
- Marcel!, de Jasmine Trinca (2022)

## Libros
- Il grande viaggio, Feltrinelli, 2004.
- Ticino. Le voci del fiume, storie d'acqua e di terra, Excelsior 1881, 2009. ISBN 88-6158-107-2.
- Piano americano, Feltrinelli, 2011. ISBN 978-88-07-49106-1.

## Reconocimientos
- Premio David de Donatello
  - 2021 – Candidatura al mejor actor no protagonista por Hammamet.